# Chiesa di San Michele a Casale
La chiesa di San Michele è un edificio sacro che si trova in località Casale a Sestino.
La chiesa è uno degli edifici di maggiore importanza nell'area del fiume Foglia per la stratificazione di elementi funzionali e decorativi di varie epoche. La chiesa sorse probabilmente nell'area di un insediamento romano, testimoniato dai numerosi reperti rinvenuti, tra cui il coperchio di un sarcofago adattato a gradino di fronte all'ingresso della chiesa.
Di notevole interesse è l'imponente abside semicilindrica, per la presenza nella muratura di numerose formelle scolpite ad altorilievo con decorazioni simboliche, riferibili forse a maestranze operanti nell'area appenninica intorno XII secolo. Sono presenti simboli tipici del repertorio romanico, quali la croce greca, le mammelle (simbolo di fertilità), la stella a cinque punte e figure di animali.